# یواس‌اس تراکستن (دی‌دی-۱۴)
یواس‌اس تراکستن (دی‌دی-۱۴) (به انگلیسی: USS Truxtun (DD-14)) یک کشتی بود که طول آن ۲۵۹ فوت ۶ اینچ (۷۹٫۱۰ متر) بود. این کشتی در سال ۱۹۰۱ ساخته شد.